# Phacelia filiformis
Phacelia filiformis är en strävbladig växtart som beskrevs av August Brand. Phacelia filiformis ingår i Faceliasläktet som ingår i familjen strävbladiga växter. Inga underarter finns listade i Catalogue of Life.